# ÖFB-Cup 2005-2006
La ÖFB-Cup 2005-2006 è stata la 72ª edizione della coppa nazionale di calcio austriaca.

## Primo turno
| Squadra 1           | Risultato       | Squadra 2               |
| ------------------- | --------------- | ----------------------- |
| 13 settembre 2005   |                 |                         |
| Donau               | 6 - 0           | Kufstein                |
| 20 settembre 2005   |                 |                         |
| Wiener SK           | 3 - 2           | PSV Team für Wien       |
| 26 settembre 2005   |                 |                         |
| Spittal/Drau        | 3 - 1           | Kärnten                 |
| Waidhofen/Ybbs      | 5 - 3           | St. Magdalena/Superfund |
| 27 settembre 2005   |                 |                         |
| Würmla              | 0 - 1           | Gratkorn                |
| PSV/SW Salzburg     | 0 - 10          | Rheindorf Altach        |
| Vöcklabruck         | 0 - 2           | LASK                    |
| First Vienna        | 2 - 3           | Salisburgo              |
| Sattledt            | 0 - 3           | Wacker Tirol            |
| Koblach             | 0 - 8           | Kapfenberger            |
| Köflach             | 1 - 2           | Schwanenstadt           |
| WSG Swarovski Tirol | 3 - 3 (3-5 dtr) | Leoben                  |
| Hall                | 0 - 5           | Admira Wacker M.        |
| Eisenstadt          | 1 - 2           | Austria Vienna II       |
| Union Perg          | 2 - 0           | Sollenau                |
| St. Andrä           | 5 - 2           | Union Vöcklamarkt       |
| Sturm Graz II       | 2 - 1           | Salisburgo II           |
| Hartberg            | 0 - 1           | Austria Lustenau        |
| 28 settembre 2005   |                 |                         |
| Axams/Götzens       | 1 - 2           | Langenrohr              |
| Grazer AK II        | 1 - 2           | Mattersburg             |
| Gleinstätten        | 0 - 2           | Ried                    |
| Kremser SC          | 3 - 5 (dts)     | Sturm Graz              |

## Secondo turno
| Squadra 1         | Risultato       | Squadra 2        |
| ----------------- | --------------- | ---------------- |
| 17 ottobre 2005   |                 |                  |
| Spittal/Drau      | 1 - 4           | Rheindorf Altach |
| 18 ottobre 2005   |                 |                  |
| SAK Klagenfurt    | 0 - 1           | Gratkorn         |
| Donau             | 0 - 4           | Schwanenstadt    |
| Union Perg        | 0 - 3           | LASK             |
| Langenrohr        | 4 - 5           | Sturm Graz       |
| Austria Lustenau  | 2 - 0           | Leoben           |
| Sturm Graz II     | 0 - 3           | Wacker Tirol     |
| Waidhofen/Ybbs    | 1 - 3           | Mattersburg      |
| Wiener SK         | 1 - 5           | Kapfenberger     |
| Austria Vienna II | 1 - 0           | Salisburgo       |
| 19 ottobre 2005   |                 |                  |
| St. Pölten        | 2 - 2 (4-3 dtr) | Admira Wacker M. |
| St. Andrä         | 1 - 3           | Ried             |

## Ottavi di finale
| Squadra 1         | Risultato       | Squadra 2     |
| ----------------- | --------------- | ------------- |
| 7 marzo 2006      |                 |               |
| Superfund         | 3 - 1           | Grazer AK     |
| Mattersburg       | 3 - 0           | Schwanenstadt |
| Kapfenberger      | 2 - 0           | LASK          |
| 8 marzo 2006      |                 |               |
| Austria Lustenau  | 1 - 1 (2-4 dtr) | Rapid Vienna  |
| 21 marzo 2006     |                 |               |
| Austria Vienna II | 0 - 5           | Ried          |
| Altach            | 2 - 0           | Sturm Graz    |
| St. Pölten        | 1 - 2           | Gratkorn      |
| 22 marzo 2006     |                 |               |
| Austria Vienna    | 2 - 0           | Wacker Tirol  |

## Quarti di finale
| Squadra 1     | Risultato   | Squadra 2      |
| ------------- | ----------- | -------------- |
| 4 aprile 2006 |             |                |
| Altach        | 2 - 3 (dts) | Superfund      |
| Kapfenberger  | 0 - 1       | Austria Vienna |
| Gratkorn      | 1 - 2       | Ried           |
| Mattersburg   | 1 - 0       | Rapid Vienna   |

## Semifinale
| Squadra 1      | Risultato | Squadra 2   |
| -------------- | --------- | ----------- |
| 18 aprile 2006 |           |             |
| Superfund      | 2 - 3     | Mattersburg |
| 19 aprile 2006 |           |             |
| Austria Vienna | 4 - 0     | Ried        |

## Finale
| Squadra 1     | Risultato | Squadra 2      |
| ------------- | --------- | -------------- |
| 9 maggio 2006 |           |                |
| Mattersburg   | 0 - 3     | Austria Vienna |